# All Ages Show
All Ages Show è il primo EP del gruppo hardcore punk Dag Nasty pubblicato nel 1987 dalla Giant Records.

## Tracce
1. All Ages Show
2. You're Mine
3. Staring at the Rude Boys (cover dei The Ruts)

## Formazione
- Peter Cortner - voce
- Brian Baker - chitarra, voce secondaria
- Doug Carrion - basso, voce secondaria
- Scott Garrett - batteria, voce secondaria